# Capitano di bandiera
Il rango di Flag captain in italiano capitano di bandiera, nella marina britannica, è uno dei più prestigiosi gradi cui può accedere un capitano. I capitani promossi al rango di capitano di bandiera hanno quindi una buona possibilità di essere nominati ammiraglio.
Il "capitano di bandiera" è l'ufficiale comandante della nave ammiraglia di una squadra navale, come era, per esempio, Thomas Masterman Hardy sulla HMS Victory  di Horatio Nelson, durante la battaglia di Trafalgar. Il nome di "capitano di bandiera" deriva dal fatto che ogni ammiraglio ostenta la sua fiamma, la sua bandiera, a capo dell'albero della nave su cui si trova. Queste navi sono solitamente di 1º e 2º rango, quindi dotate di 100 o 110 cannoni. Tuttavia, è probabile che una qualsiasi nave possa accogliere a bordo un capitano di bandiera della Royal Navy: la nave di 3º rango (74 cannoni). L'esempio tipico è quello della HMS Vanguard, che era la nave dell'ammiraglio Nelson alla battaglia del Nilo.
Su una nave ammiraglia si intersecano due tipi di autorità: da un lato l'ammiraglio e il suo stato maggiore, e dall'altro lato il "capitano di bandiera" e i suoi ufficiali, responsabili della navigazione dell'ammiraglia e della disciplina a bordo.